# Annibale Bozzuti
Annibale Bozzuti (anche Bozzuto) (Montecalvo, 2 febbraio 1521 – Chiaia, 6 ottobre 1565) è stato un cardinale e arcivescovo cattolico italiano.

## Biografia
Nato a Montecalvo da una nobile famiglia del patriziato napoletano, studiò diritto a Napoli e si addottorò in utroque iure.
Ricevuti gli ordini minori, fu ambasciatore presso l'imperatore Carlo V: intraprese la carriera ecclesiastica e si stabilì a Roma, dove fu protonotario apostolico e prelato domestico sotto il pontificato di Paolo III: fu prolegato apostolico a Bologna, referendario del Tribunale della Segnatura Apostolica e governatore di Borgo.
Fu prefetto del conclave del 1550, quello da cui uscì eletto papa Giulio III, che lo elesse arcivescovo di Avignone nel 1551 (rinunciò all'amministrazione dell'arcidiocesi nel 1562, quando tornò a Roma per partecipare al governo dello Stato Pontificio).
Venne creato cardinale-presbitero del titolo di San Silvestro in Capite da papa Pio IV nel concistoro del 12 marzo 1565: morì pochi mesi dopo nei pressi di Napoli, dove venne sepolto.